# Maison du Jouir
La Maison du Jouir est une maison de Polynésie française où le peintre Paul Gauguin habita et que Victor Segalen visita un an après sa mort. Elle est située à Atuona, sur Hiva Oa, dans les îles Marquises, où débarqua le peintre en 1901. L'évêque Martin, chef de la Mission, lui vend un terrain marécageux, aussi Gauguin décide d'y faire construire cette maison sur pilotis avec véranda, qu'il baptise par provocation Maison du Jouir.
Gauguin sculpte deux statues en bois qu'il place à l'entrée de sa maison : le « Père Paillard » qui figure un homme avec des cornes de bouc, et dont le visage ressemble à celui de l'évêque Martin ; « Thérèse », une Marquisienne à demi nue, une des servantes du prêtre. 

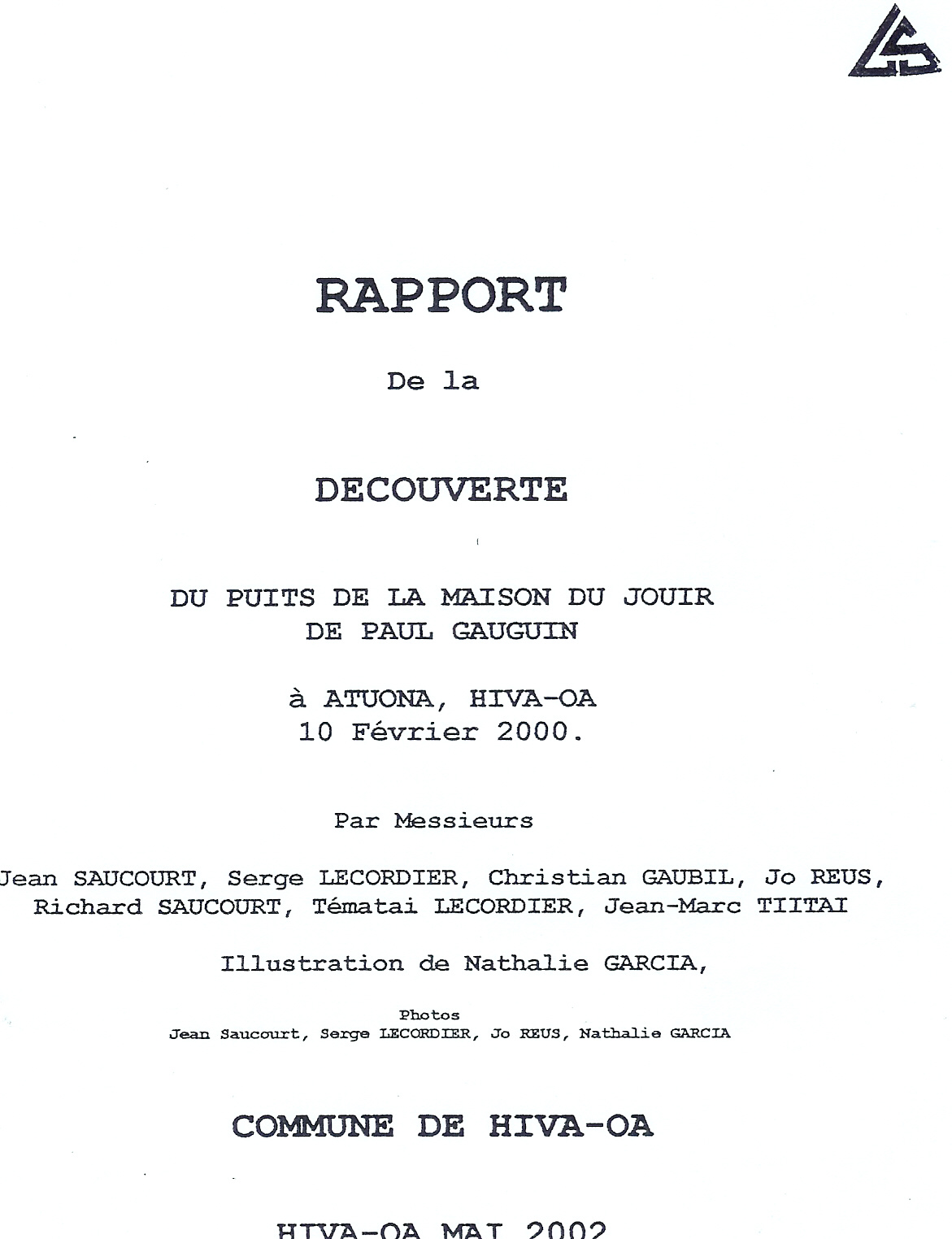
Rapport de découverte du puits de Gauguin.

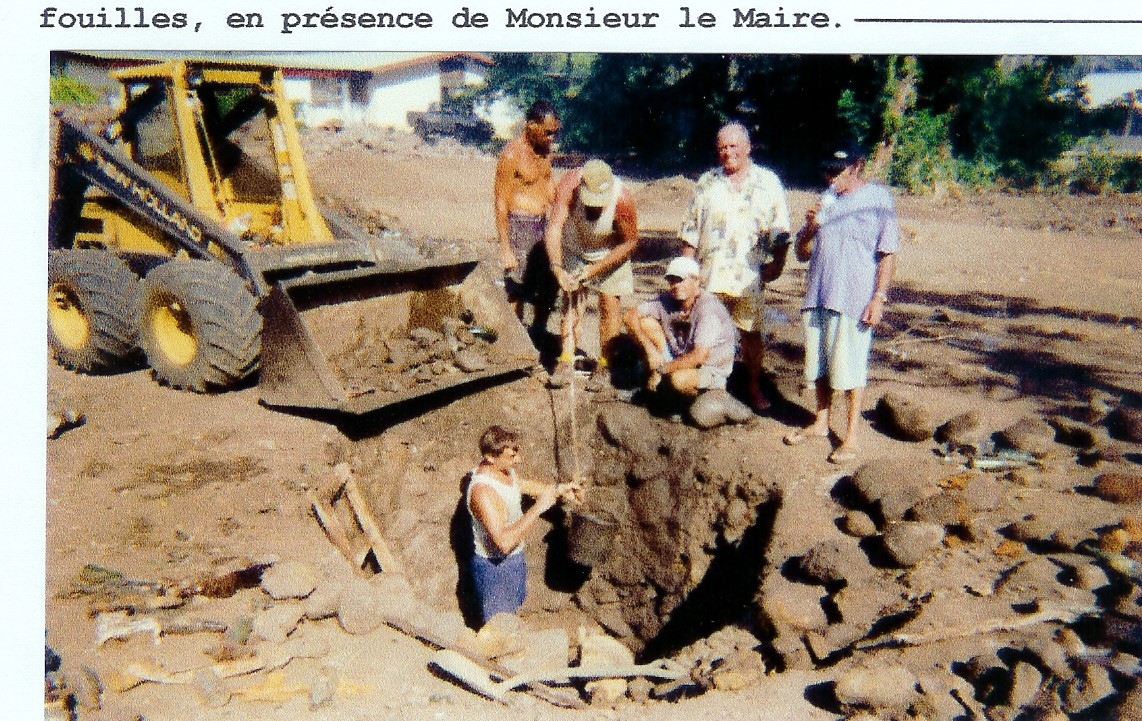
Fouilles du Puits de Gauguin

En 2000, avec l'autorisation du maire d'Atuona, Guy Rauzy, l'équipe de fouille composée de Jean Saucourt, Serge Lecordier, Christian Gaubil, Jo Reus assistés de Richard Saucourt, Tématai Lecordier et Jean-Marc Tiitai retrouve le puits dans lequel les restes invendus de la maison de Gauguin avaient été jetés. 
Parmi ses restes sont mis au jour quatre dents du peintre qui sont confiées à l'historienne de l'art Caroline Boyle-Turner. Cette dernière, passionnée par la vie du peintre, entreprend un test ADN et des analyses chimiques qui révèlent que les dents de Gauguin ne contenaient pas de trace de mercure utilisé pour soigner la syphilis qu'aurait contracté le peintre en 1895 selon plusieurs de ses biographes, et pas de trace d'arsenic qu'il aurait utilisé pour calmer les douleurs de ses plaies aux jambes.